# Nasszer Nuráji
Nasszer Nuráji (perzsául: ناصر نورایی; Teherán, 1954. június 16. –) iráni válogatott labdarúgó.

## Pályafutása

### Klubcsapatban
Teheránban született. 1974 és 1980 között a Homa FC csapatában játszott. 1981 és 1984 között a Perszepolisz FC játékosa volt, melynek színeiben 49 mérkőzésen 33 alkalommal volt eredményes. 

### A válogatottban
1975 és 1980 között 10 alkalommal szerepelt az iráni válogatottban és 5 gólt szerzett. Tagja volt az 1976-os Ázsia-kupán aranyérmet szerző válogatott keretének és 3 góllal a torna egyik legeredményesebb játékosa lett. Részt vett az 1976. évi nyári olimpiai játékokon és az 1978-as világbajnokságon, de nem kapott lehetőséget egyik csoportmérkőzéseken sem.

## Sikerei, díjai
Irán
- Ázsia-kupa győztes (1): 1976

Egyéni
Az Ázsia-kupa legeredményesebb játékosa (1): 1976 (3 gól)